# Urs, Ariège

Urs este o comună în departamentul Ariège din sudul Franței. În 1 ianuarie 2022 avea o populație de 27 de locuitori.